# Kabupaten de Paser
Pour les articles homonymes, voir Paser.

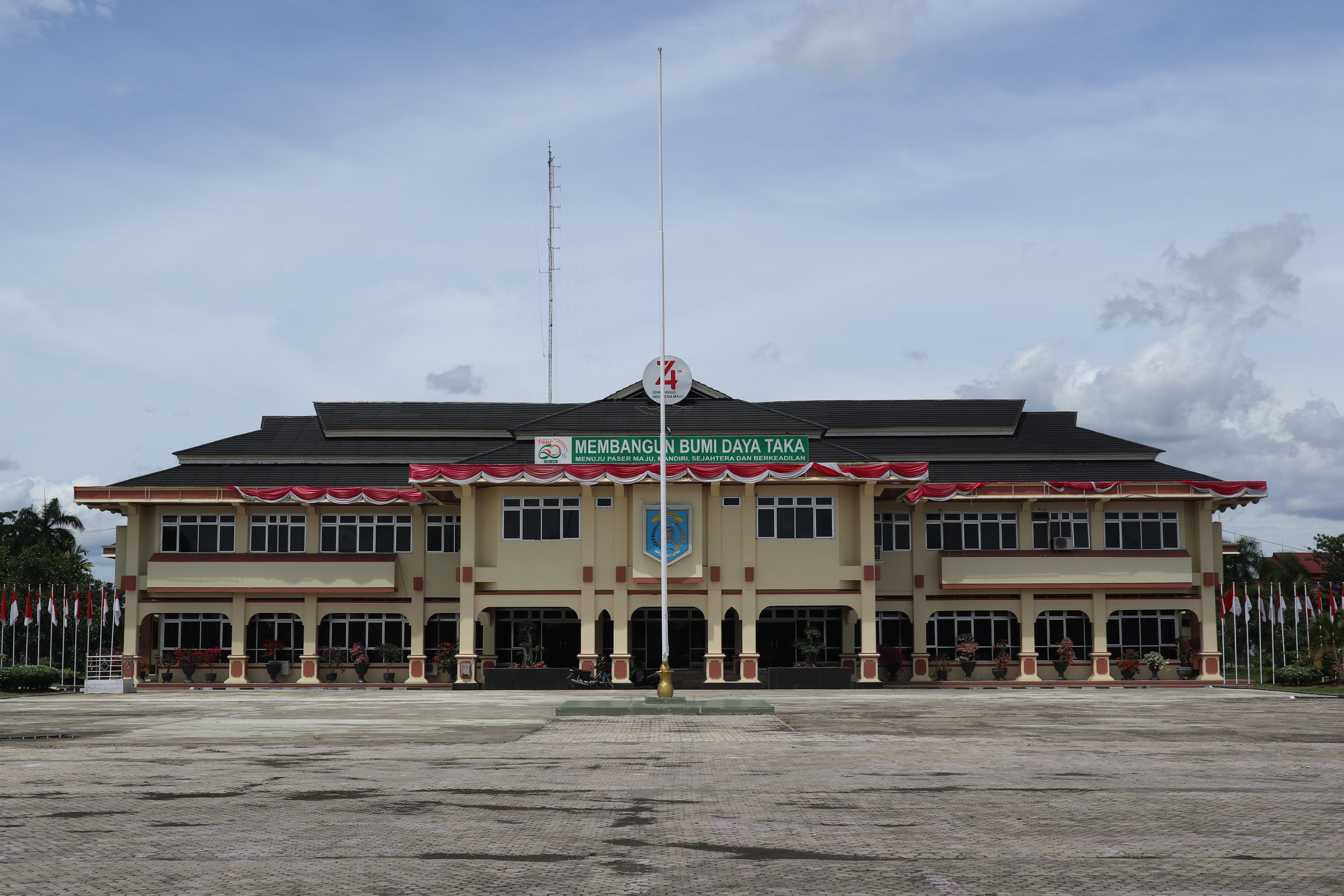
Le bâtiment du kabupaten à Tanah Grogot

Le kabupaten de Paser, en indonésien Kabupaten Paser, est un kabupaten de la province indonésienne de Kalimantan oriental dans l'île de Bornéo. Son chef-lieu est Tanah Grogot.

## Géographie
Le kabupaten de Paser est limitrophe :
- Au nord, des kabupaten de Kutai Barat et Penajam Paser Utara,
- A l'est, du détroit de Makassar,
- Au sud, de la province de Kalimantan du Sud et
- A l'ouest, des provinces de Kalimantan du Sud et Kalimantan central.

## Histoire

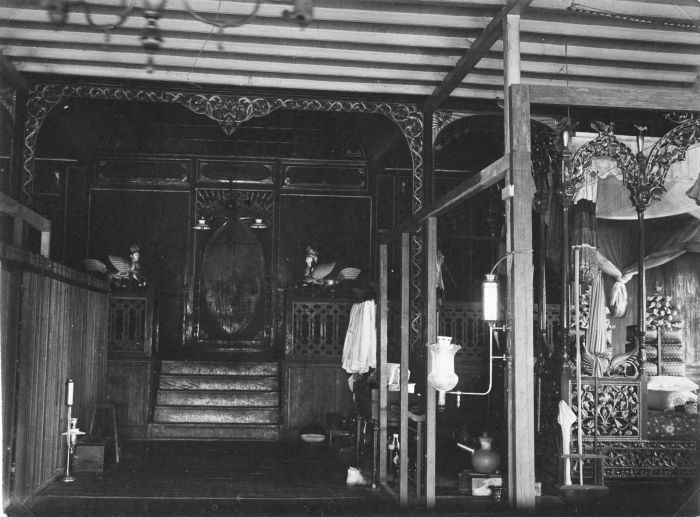
Le palais du sultan de Paser en 1910-1925

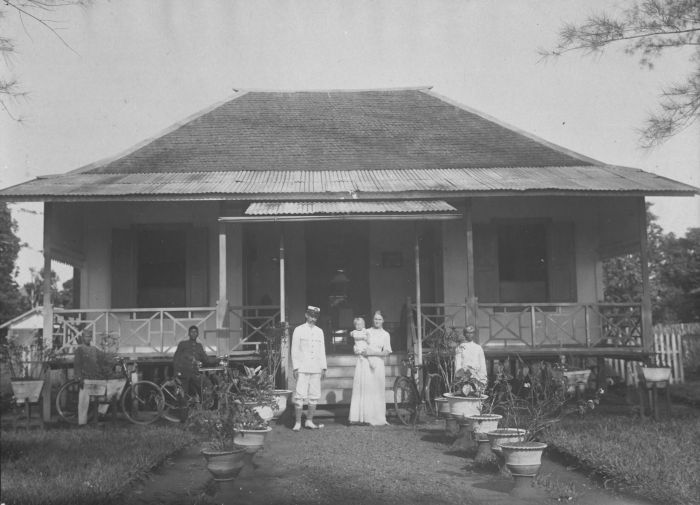
Demeure du controleur à Paser (1915)

Le nom de « Pasir » est attesté dès le XIVe siècle. Le Nagarakertagama, un poème épique écrit en 1365 dans le royaume javanais de Majapahit, le mentionne parmi les quelque cent « contrées tributaires » du royaume.